# 翁奇诺
翁奇诺（義大利語：Oncino），是意大利库内奥省的一个市镇。总面积46平方公里，人口84人，人口密度1.8人/平方公里（2009年）。ISTAT代码为004154。